# Dorika unifascia
Dorika unifascia är en fjärilsart som beskrevs av George Thomas Bethune-Baker 1911. Dorika unifascia ingår i släktet Dorika och familjen nattflyn. Inga underarter finns listade i Catalogue of Life.